# 江戸川乱歩館
江戸川乱歩館（えどがわらんぽかん）は、三重県鳥羽市にある江戸川乱歩の文学館。
2002年（平成14年）に岩田準一の旧宅を利用して鳥羽みなとまち文学館としてオープンしたが、火災により、2023年（令和5年）4月29日に移転して展示内容も江戸川乱歩と岩田準一に特化した施設となった。

## 歴史

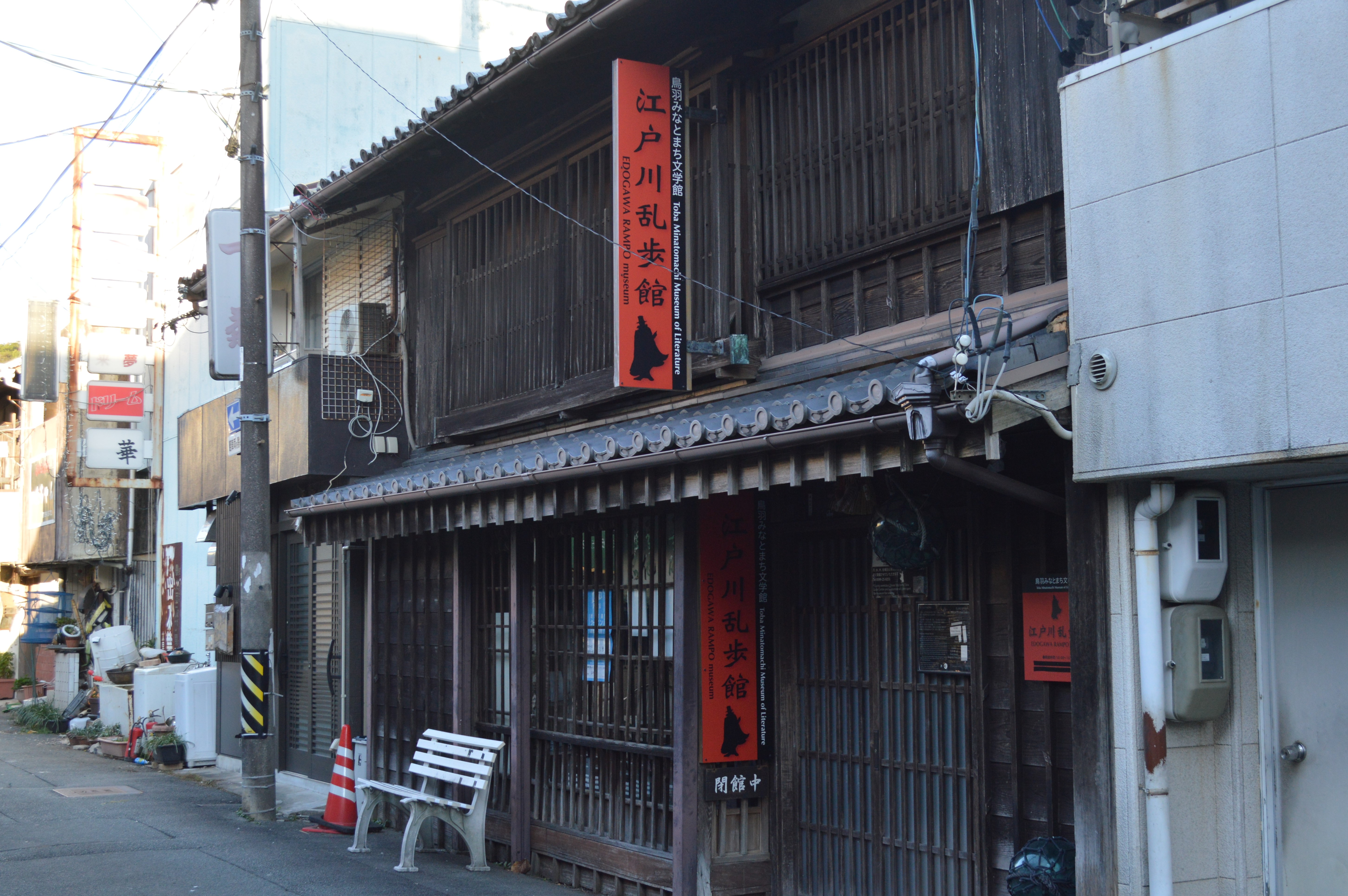
鳥羽みなとまち文学館、2020年

2002年（平成14年）8月9日に岩田準一の生家（三重県鳥羽市鳥羽2丁目5-2）を利用して鳥羽みなとまち文学館「岩田準一と乱歩・夢二館」が開館した。その後、2004年（平成16年）に乱歩館（鳥羽みなとまち文学館〜江戸川乱歩館）や鳥羽文学ギャラリーが増設され、2006年（平成18年）に土蔵“幻影城”がオープンした。
母屋を改装した文学館と書斎、土蔵を改装した「幻影城」と「鳥羽文学ギャラリー乱歩館」の4棟で構成されていたが、2021年10月24日深夜に発生した火災で当施設では文学館と書斎の2棟が全焼した。この火災ではガラスケースに収められていたベレー帽などの乱歩の愛用品や著名人との交流を示す書簡は被害を免れたが、岩田準一の著作や研究書籍、当時の生活用品を再現した展示品などは焼失した。
2023年（令和5年）4月29日に空き家を改装した施設（鳥羽市鳥羽2丁目5-11）に移転して、「江戸川乱歩館」として展示内容も江戸川乱歩と岩田準一に特化した施設となった。木造2階建ての1階部分を利用した本館と木造平屋建ての離れからなる。

## 展示
本館
乱歩愛用のベレー帽や万年筆などの展示、乱歩作品約200冊を収める。
離れ
離れは2023年8月の台風7号の被害で閉鎖されたが、リニューアルにより「乱歩作品と挿絵の世界」をテーマにした展示館となった。

## 施設案内
- 所在地：鳥羽市鳥羽2丁目5-11
- 開館時間：午前10時～午後4時（最終入館午後3時）
- 休館日：毎週火曜日・水曜日